# Нова Кубра
Нова Кубра (пол. Nowa Kubra) — село в Польщі, у гміні Пшитули Ломжинського повіту Підляського воєводства.
Населення — 151 особа (2011).
У 1975-1998 роках село належало до Ломжинського воєводства.

## Демографія
Демографічна структура станом на 31 березня 2011 року:
|          | Загалом | Допрацездатний вік | Працездатний вік | Постпрацездатний вік |
| -------- | ------- | ------------------ | ---------------- | -------------------- |
| Чоловіки | 77      | 10                 | 56               | 11                   |
| Жінки    | 74      | 14                 | 39               | 21                   |
| Разом    | 151     | 24                 | 95               | 32                   |